# Stefanie Hellweg

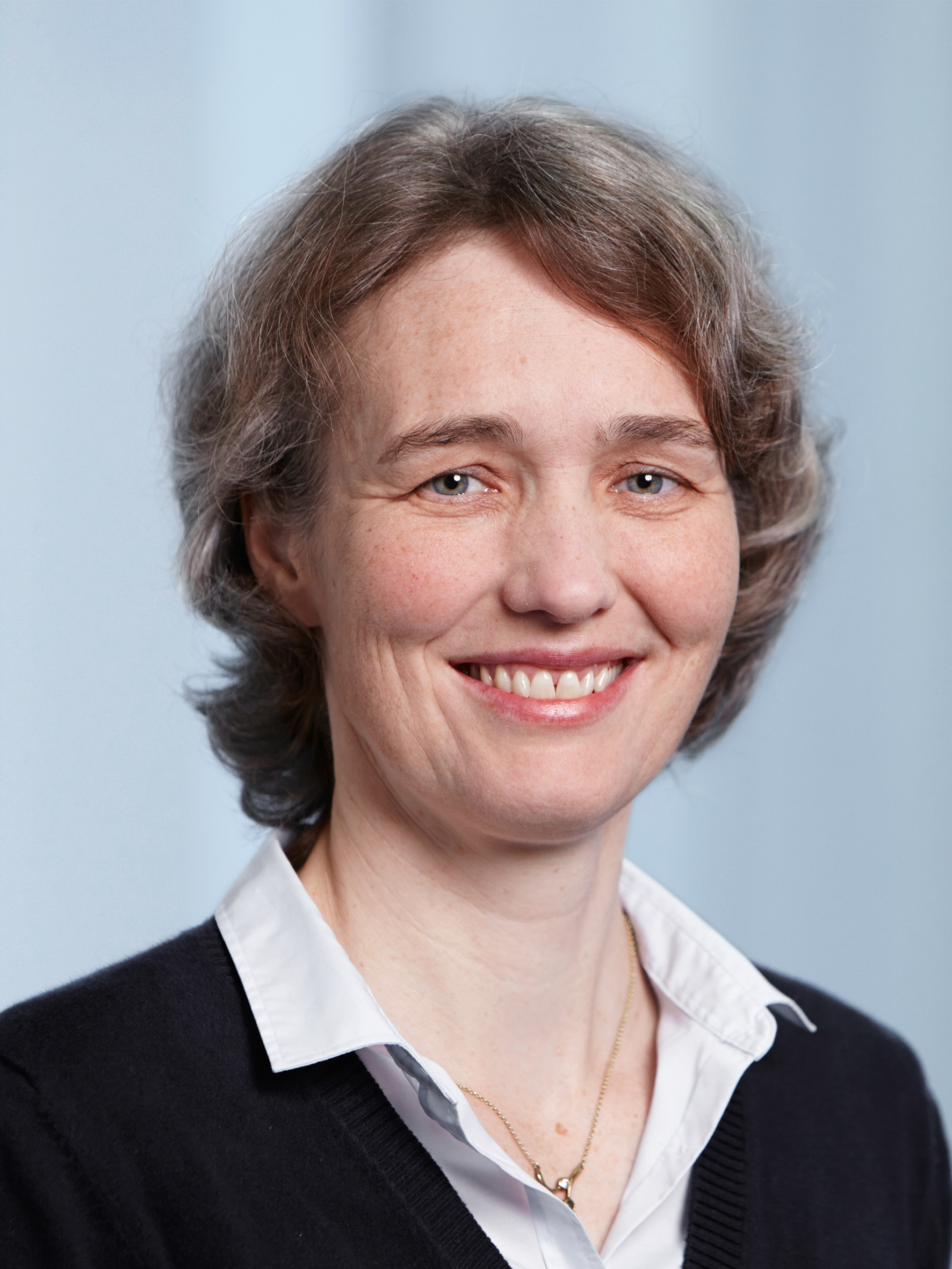
Stefanie Hellweg (2015)

Stefanie Hellweg (* 3. März 1971 in Essen, Deutschland) ist eine deutsche Wirtschaftsingenieurin. Seit Januar 2006 ist sie Professorin für ökologisches Systemdesign am Institut für Umweltingenieurwissenschaften im Departement Bau, Umwelt und Geomatik der ETH Zürich.

## Leben und wissenschaftliche Karriere
Stefanie Hellweg wurde 1971 in Essen (Deutschland) geboren und studierte Wirtschaftsingenieurwesen an der Universität Karlsruhe. Nach ihrem Abschluss 1996 arbeitete sie als Unternehmensberaterin an Projekten in den Bereichen Abfallwirtschaft und Energieerzeugung. Von 1997 bis 2000 promovierte sie an der ETH Zürich über die Umweltbewertung von thermischen Abfallbehandlungsverfahren. Von 2001 bis 2002 arbeitete sie als Post-Doc in einem gemeinsamen Projekt des PSI und der ETH Zürich zur nachhaltigen Abfallwirtschaft. Im Jahr 2003 wurde sie Senior Research Fellow am Institut für Chemie- und Bioingenieurwissenschaften der ETH Zürich, wo sie mehrere Projekte zur Umweltbewertung von chemischen Produkten und Prozessen leitete. Zwischen 2004 und 2005 war sie Gastwissenschaftlerin am Lawrence Berkeley National Laboratory und 2013 an der Yale University in den USA.

## Forschung
Schwerpunkte ihrer Forschung von Hellweg sind die Modellierung, Bewertung und Verbesserung der Umweltwirkungen technischer Systeme. Insbesondere arbeitet sie an der methodischen Weiterentwicklung von Lebenszyklusanalysen und Entscheidungsunterstützungsinstrumenten für „Industrial Ecology“ und „Circular Economy“. 

## Mitgliedschaften und Mandate
- Mitglied des International Resource Panels von UN Environment[2]
- Präsidentin der International Society of Industrial Ecology[3]

## Publikationen
- Göran Finnveden, Michael Z. Hauschild, Tomas Ekvall, Jeroen Guinée, Reinout Heijungs, Stefanie Hellweg, Annette Koehler, David Pennington, Sangwon Suh: Recent developments in Life Cycle Assessment. In: Journal of Environmental Management. Band 91, Nr. 1, 2009, S. 1–21, doi:10.1016/j.jenvman.2009.06.018.
- Stephan Pfister, Annette Koehler, Stefanie Hellweg: Assessing the Environmental Impacts of Freshwater Consumption in LCA. In: Environmental Science & Technology. Band 43, Nr. 11, 2009, S. 4098–4104, doi:10.1021/es802423e.
- Rolf Frischknecht, Niels Jungbluth, Hans-Jörg Althaus, Gabor Doka, Roberto Dones, Thomas Heck, Stefanie Hellweg, Roland Hischier, Thomas Nemecek, Gerald Rebitzer, Michael Spielmann: The ecoinvent Database: Overview and Methodological Framework (7 pp). In: The International Journal of Life Cycle Assessment. Band 10, Nr. 1, 2005, S. 3–9, doi:10.1065/lca2004.10.181.1.
- Stefanie Hellweg, Llorenç Milà i Canals: Emerging approaches, challenges and opportunities in life cycle assessment. In: Science. Band 344, Nr. 6188, 2014, S. 1109–1113, doi:10.1126/science.1248361.